# Eumerus quadriguttatus
Eumerus quadriguttatus är en tvåvingeart som beskrevs av Matsumura 1916. Eumerus quadriguttatus ingår i släktet månblomflugor, och familjen blomflugor. Inga underarter finns listade i Catalogue of Life.